# Biskup tytularny
Biskup tytularny (łac. episcopus titularis) – biskup mający tytuł dawnej, już nieistniejącej diecezji. Tytuł nadawany jest przez papieża wszystkim biskupom nieposiadającym własnej diecezji, czyli biskupom pomocniczym, a także wyższym urzędnikom Kurii Rzymskiej, nuncjuszom, delegatom apostolskim lub innym duchownym pełniącym specjalne zadania zlecane im przez papieża lub narodowe konferencje biskupów. Istnieje również tytuł arcybiskupa tytularnego.
Powstanie instytucji biskupstwa tytularnego wiąże się z podbojami muzułmańskimi chrześcijańskich państw Wschodu, Afryki i Hiszpanii w VII i VIII wieku. Zmuszeni do opuszczenia swoich diecezji biskupi pomagali po przeniesieniu się do krajów chrześcijańskich miejscowym ordynariuszom. W nadziei na szybkie odzyskanie dla chrześcijaństwa utraconych terytoriów, papieże mianowali po ich śmierci następców wyznaczając im tymczasowo zadania pomocnicze w istniejących diecezjach lub używając do spełniania różnorodnych misji. Sytuacja tymczasowości przedłużała się aż do klęski wypraw krzyżowych.
Na początku XIV wieku papież Klemens V usankcjonował istniejący stan rzeczy. Od tej pory biskup ordynariusz chcąc mieć pomocnika zwracał się o to do Stolicy Apostolskiej. Wytworzył się zwyczaj mianowania biskupów nierezydencjalnych z tytułami diecezji nieistniejących, którzy pomagają w pracy biskupom rezydencjonalnym. Biskupów takich nazywano episcopus in partibus infidelium (na terenach zajętych przez niewiernych). Dopiero w 1882 papież Leon XIII wprowadził nazwę episcopus titularis.
Stolice tytularne są podzielone na biskupstwa, arcybiskupstwa i metropolie. Biskupi otrzymują biskupstwa tytularne, zaś arcybiskupi – arcybiskupstwa i metropolie. Jeżeli arcybiskup otrzymuje stolicę tytularną w randze biskupstwa, jest on mianowany arcybiskupem ad personam.